# Marco Nummio Tusco
Marco Nummio Tusco (latino: Marcus Nummius Tuscus; fl. 258) è stato un politico romano, console dell'Impero.
Tusco apparteneva ad un ramo della gens Nummia che alla metà del III secolo diede all'amministrazione imperiale due praefecti urbi e un console (Marco Nummio Ceionio Albino, nel 263). Il console del 295, Nummio Tusco, era probabilmente suo figlio